# The Edge of Glory
«The Edge of Glory» es una canción interpretada por la cantante estadounidense Lady Gaga, incluida en el segundo álbum de estudio de la cantante, Born This Way, de 2011. Fue compuesta por Gaga, DJ White Shadow y Fernando Garibay, mientras que fue producida por Gaga y Garibay. Originalmente lanzado como el primer sencillo promocional del álbum, fue anunciada como sencillo tras cosechar un gran éxito en las listas de ventas del mundo, siendo lanzada a las radios estadounidenses el 17 de mayo de 2011.
El vídeo musical de «The Edge of Glory» fue dirigido por el equipo creativo personal de la cantante, la Haus of Gaga y tuvo estreno el día 16 de junio de 2011. En el mismo, es notable la ausencia de respaldo de los bailarines, la coreografía elaborada o una trama simbólica: los componentes que han sido predominantes en los otros vídeos musicales de Gaga. Las únicas personas que aparecen son Gaga y el saxofonista Clarence Clemons.
Para la promoción de la canción, Gaga se presentó en distintos programas de televisión, festivales y eventos. La primera actuación de «The Edge of Glory» fue en el festival británico Radio 1's Big Weekend, donde la cantante le dedicó la actuación a su padre y a su fallecido abuelo. También se presentó en Saturday Night Live, en el Summer Concert Series del programa de televisión estadounidense Good Morning America, en los eventos Germany's Next Top Model y EuroPride 2011, entre otros. No obstante, una de las principales presentaciones fue realizada el 25 de mayo de 2011 durante la final de la temporada 10 de American Idol. Allí, Gaga se presentó con el saxofonista colaborador de la canción, Clarence Clemons, siendo la última pesentación de Clemons en la televisión, debido a que, el 18 de junio de 2011, murió luego de padecer complicaciones derivadas de su derrame cerebral. Una versión realizada por el grupo Years & Years fue publicada el 22 de junio de 2021 e incluida en una reedición de Born This Way titulada Born This Way The Tenth Anniversary.

## Antecedentes
«The Edge of Glory» fue escrita por Gaga, DJ White Shadow y Fernando Garibay, y producida por Gaga y Garibay. El primer antecedente de la canción fue el 25 de septiembre de 2010 mediante el Twitter de la cantante, luego de que publicará : «I'm on the edge of glory, and I'm counting on a moment of truth. I'm on the edge of glory, and I'm counting on a moment with you», dando a conocer así el nombre de la misma. Luego de ello, «Edge of Glory» se convirtió en tema del momento en la red social. En una entrevista con Google, Lady Gaga dijo que es «sobre su último momento en la tierra, el momento de la verdad, el momento antes de salir de la tierra». También dijo que la escribió ella misma luego de la muerte de su abuelo.
La canción cuenta con la participación del saxofonista Clarence Clemons, quien formó parte del grupo de rock E Street Band. La colaboración surgió a raíz del contacto del personal de Gaga con Clarence. Al respecto, esté comentó: «Estaba en mi casa, en Florida, y me dijeron "Lady Gaga quiere que colabores en su álbum". Toco el saxo la canción entera y tengo un solo. Me sorprende que me paguen por esto, yo lo hubiera hecho gratuitamente», mientras que, al referirse a la experiencia de trabajar con Gaga, opinó:

«Gaga es el verdadero negocio. Todas sus locuras y cosas así, tienen un propósito. Ella no tiene límites... es un día que nunca olvidaré ».
Clarence Clemons

Aunque en un principio fue lanzado como sencillo promocional del álbum, debido al gran éxito que tuvo, fue lanzada como el tercer sencillo del disco, siendo lanzada a las radios el 17 de mayo de 2011.

## Portada

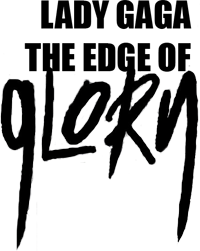
Logotipo del sencillo.

El 8 de mayo de 2011, Gaga colocó a través de su cuenta en la red social Twitter:

«My song THE EDGE OF GLORY will be released on itunes tomorrow to begin the countdown to album release! You want to see #TheEdgeSingleCover?»
«¡Mi canción THE EDGE OF GLORY será lanzada en iTunes mañana para comenzar la cuenta regresiva del lanzamiento del álbum! ¿Quieres ver #TheEdgeSingleCover?»
Lady Gaga

Un día después, finalmente, la cantante escribió un mensaje en su cuenta diciendo: «Out tomorrow 1pm PDT. Another shot before we kiss the other side. I'm on the edge of something final we call life» y publicó un enlace a Twitpic con la portada del sencillo. Además de ello, con su tweet, la cantante reveló un nuevo fragmento de la letra de la canción. La fotografía usada para la portada de «The Edge of Glory» pertenece a la misma sesión fotográfica que se realizó para la carátula de «Born This Way». Dicha sesión estuvo a cargo del fotógrafo británico Nick Knight.
En la imagen, la cantante, que aparece con el cuerpo de costado, no lleva ninguna prenda de vestir y tapa sus senos con su brazo izquierdo. Su pelo se encuentra revuelto y su boca se encuentra abierta y rodeada por las manos de Gaga. La fotografía es en blanco y negro a excepción de los labios de Gaga, los cuales aparecen de color rojo. Por otro lado, en la parte superior derecha de la imagen aparecen los textos «Lady Gaga» y debajo «The Edge of», los cuales están escritos en la tipografía Impact, que se caracteriza por poseer unas formas muy comprimidas y gruesas. Abajo figura «Glory» hecho con un pincel.

## Recepción

### Comentarios de la crítica

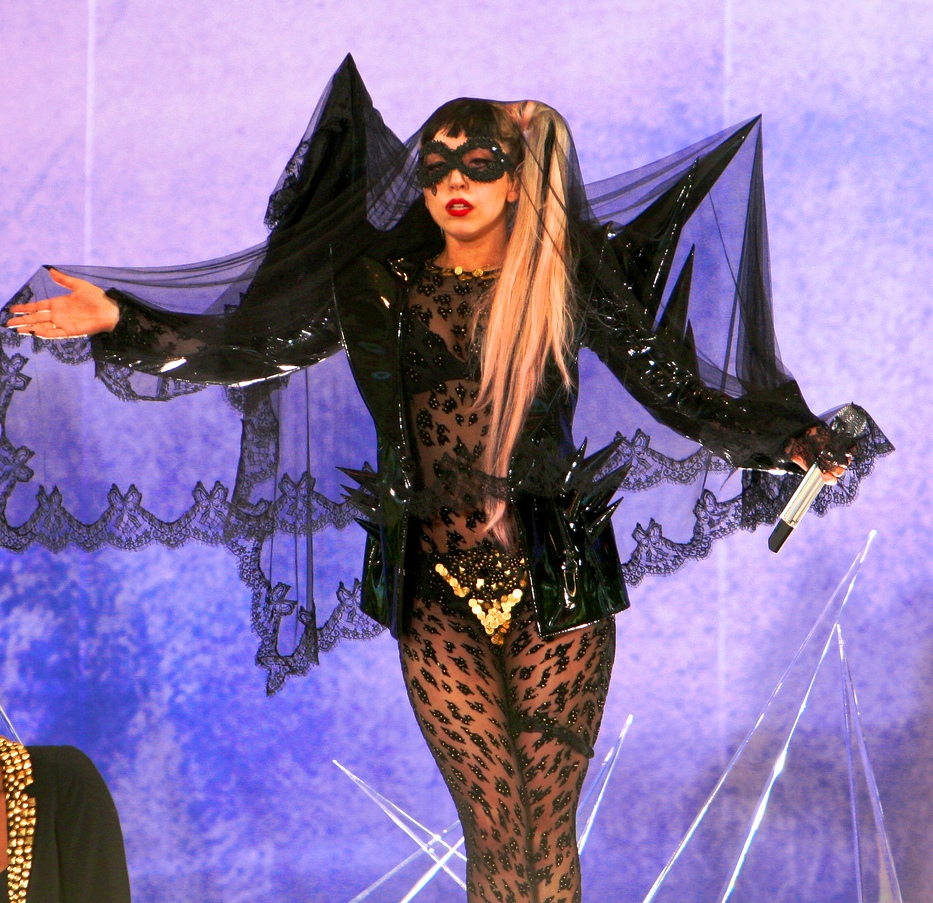
Gaga interpretando «The Edge of Glory» en Good Morning America.

Una hora antes de The Monster Ball Tour, Gaga envió cuatro pistas a la revista Rolling Stone para una revisión previa de sus canciones. Lo que dijo la revista acerca de «The Edge of Glory» es lo siguiente:

«Esta parece una locura en la impresión - es una balada de enorme poder con ritmos pesado que incluye a Clarence Clemons de "E Street Band" tocando su saxofón - pero de alguna manera todo parece totalmente natural al escucharla, en realidad. Hay un elemento de vulgaridad, pero es totalmente cautivadora e increíblemente pegajosa. Si alguno de estos nuevos temas de Gaga demanda ser un éxito grande y gordo, es este. La inclusión de Clemons es un toque de inspiración que amplifica la canción de los años ochenta de un estadio con vibra de rock, pero su rendimiento real es increíble y se encuentra entre lo mejor de su carrera».
Revista Rolling Stone

Desde su lanzamiento, «The Edge of Glory» ha recibido elogios tanto de los críticos como de los seguidores de Gaga. La revista británica NME también hizo una revisión positiva de la canción, añadiendo que «se siente como un momento de pop sin que ella lo intente muy duro», diciendo después que «"The Edge of Glory" es simple y es, sencillamente, un gran momento del pop. En una revisión de la canción, Popjustice declaró: «Es una hermosa canción que nos hizo llorar la primera vez que la escuchamos y esperamos escucharla de nuevo». La revista Time, sin embargo, dio una crítica mixta de la canción diciendo que la canción fue decepcionante, junto con los dos primeros singles de Born This Way. En su reseña del álbum, Arturo Puescas de Terra declaró que es «otra canción destacable pero que por momentos llega a agotar debido a su prolongada duración, lo cual demuestra que Gaga tiene buenas ideas aunque a veces se empalaga en ellas. De todos modos, los coros son contundentes y ponen broche de oro a un disco notable pero sin llegar a ser redentor». Willa Paskin de New York quedó impresionado con la pista y comentó que «sí las dos primeras pistas de Born This Way eran jangle y dance-pop, esta es tan suave como un atasco en los años ochenta proveniente directamente de la banda sonora de Flashdance, y cuenta con el desglose del saxofón para probarlo». Paskin también creía que «The Edge of Glory» tenía el potencial para convertirse en el éxito del verano, pero debería enfrentarse a «Last Friday Night (T.G.I.F.)» de Katy Perry.

### Desempeño comercial
En los Estados Unidos, «The Edge of Glory» logró debutar en n° 3 de la Billboard Hot 100 durante la semana del 28 de mayo de 2011. Ello, luego de vender en formato digital más de 266 000 copias, debutando en el puesto n° 2 del conteo Digital Songs, y de acumular un total de 20 millones de audiencia en las radios, entrando al ranking Radio Songs en el puesto n° 54. Con el debut en el Hot 100, Gaga logró conseguir su décimo sencillo consecutivo que logra entrar al repertorio de los diez más vendidos en la lista, quedando como la segunda artista con la mayor cantidad de sencillos consecutivos tras Mariah Carey, quien posicionó once sencillos consecutivos en entre los diez primeros. A pesar de descender en su segunda semana al puesto número 19, a la siguiente edición, publicada el 11 de junio de 2011, «The Edge of Glory» logró ascender al octavo puesto del Hot 100 debido al incremento de sus descargas digitales, lo que le valieron el reconocimiento de digital gainer, luego de vender más de 165 000 copias. Durante las seis semanas siguientes, la canción se mantuvo en el top ten; específicamente, una semana en el puesto N° 7 y cinco consecutivas en el sexto puesto. En la edición de Billboard del 13 de agosto de 2011, «The Edge of Glory» logró ascender al primer puesto del conteo Dance/Club Play Songs, con lo que la cantante obtuvo su décima canción N° 1 consecutiva en tan solo tres años, superando a Rihanna como la artista más rápida obtener diez números uno. Ello, después de los sencillos «Poker Face», «LoveGame», «Paparazzi», «Bad Romance», «Telephone», «Alejandro», «Born This Way», «Judas» y «Video Phone», canción de Beyoncé donde Gaga colaboró. Hasta el 25 de febrero de 2018, había vendido 3 millones de copias en los Estados Unidos.

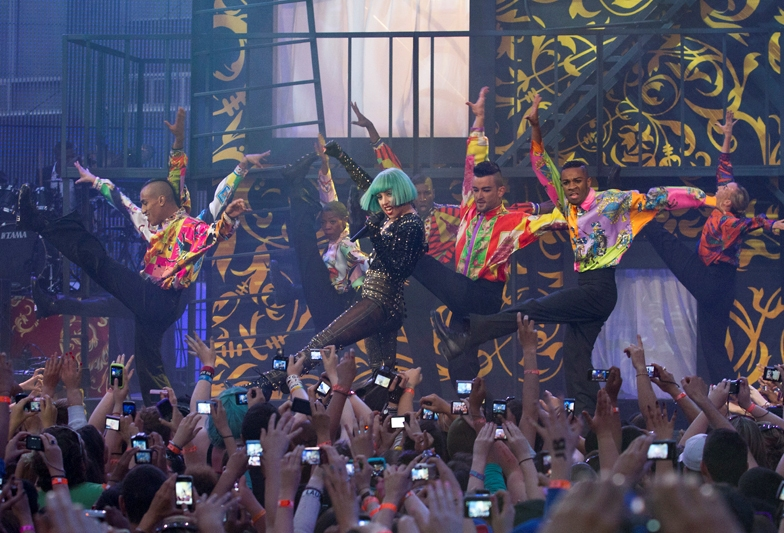
Gaga cantando «The Edge of Glory» en los Much Music Video Awards 2011.

En Europa, el sencillo tuvo una buena recepción. Tras su lanzamiento digital, el que fue realizado el 9 de mayo de 2011, esté ingresó a varios de los rankings más importantes de los mercados europeos. En el Reino Unido, «The Edge of Glory» debutó, durante la edición del 21 de mayo de 2011, en el puesto número 6 de la lista británica más importante de sencillos, la UK Singles Chart, la cual es distribuida por The Official UK Charts Company. A la siguiente semana, 28 de mayo de 2011, logró permanecer en el sexto puesto. Además de ello, otras tres canciones de la cantante ascendieron y debutaron en el top 20 de la UK Singles Chart; dichas canciones fueron «Hair», la que debutó en el puesto número 13, mientras que los sencillos «Born This Way» y «Judas» ascendieron a los puestos número dieciséis y ocho respectivamente. De esta manera, Gaga se convirtió en la primera cantante en más de 50 años que logra posicionar la mayor cantidad de canciones en el top 20 de la lista, desde que Ruby Murray había roto dicho récord en 1955. Hasta enero de 2025, la canción había vendido 1.1 millón de unidades en el Reino Unido. En Finlandia, la canción logró debutar, durante la semana del 11 de mayo de 2011, en la posición N° 19 y la semana siguiente ascendió al puesto número catorce. En Alemania, «The Edge of Glory» debutó en el puesto número 28 durante la semana del 27 de mayo de 2011, de acuerdo con Media Control Charts. Cinco semanas después, la canción ascendió al sexto puesto, donde se mantuvo durante dos semanas consecutivas.
En Oceanía, la canción consiguió una recepción aceptable. Concretamente, en Australia «The Edge of Glory» debutó en el puesto número once del conteo Australian Singles Chart durante la semana del 22 de mayo de 2011. Luego de varias ediciones, en la semana del 18 de julio de 2011, la canción ascendió al puesto número seis en el conteo siendo, hasta ahora, su mejor posición. Por otro lado, fue certificado como dos discos de platino por vender 140 000 copias, de acuerdo con el organismo certificador del país, la Australian Recording Industry Association'. Por otro lado, en Nueva Zelanda, el sencillo tuvo una gran repercusión desde su primera semana. De manera específica, esté debutó en el puesto número 3 durante la edición del 16 de mayo de 2011, de acuerdo con la Recording Industry Association of New Zealand. A pesar de caer las dos semanas siguientes, en su cuarta semana reingresó al repertorio de los diez sencillos más vendidos. El 26 de junio de 2011, «The Edge of Glory» fue certificado como disco de oro por vender 7 500 copias en el país.

## Vídeo musical

### Grabación
El vídeo musical de «The Edge of Glory» fue rodado durante los días 28 y 29 de mayo de 2011. La dirección musical del mismo estuvo a cargo del equipo creativo de la cantante, la Haus of Gaga. En un principio, el director elegido había sido Joseph Kahn, quien anteriormente trabajó con Gaga en los vídeos musicales de «LoveGame» y «Eh, Eh (Nothing Else I Can Say)», sin embargo un enfrentamiento en el set de rodaje provocó el despido del director estadounidense. Ello se confirmó luego de que Laurieann Gibson, coreógrafa de Gaga, publicará en su Twitter que «no había problemas en el set y que Kahn ya no estaba involucrado en la producción del mismo». Por otro lado, Gibson se iba a encargar de la coreografía de la canción, como en anteriores vídeos de Gaga, pero también abandonó el proyecto a raíz de la discusión entre la cantante y el director. Una vez estrenado el vídeo, la coreógrafa publicó en su Twitter que «el video no había sido nada extraordinario y estaba sumamente decepcionada», comentando también luego que «el comercial de Google Chrome en el que Lady Gaga participó le pareció mucho mejor que "The Edge of Glory"» y, además de ello, llamó «ignorantes» a los fanáticos de Gaga.
El estreno oficial del mismo se realizó el día 16 de junio de 2011 en el programa de televisión estadounidense So You Think You Can Dance, simultáneamente con VEVO y otros medios.

### Trama
El vídeo de «The Edge of Glory» es bastante más simple que el trabajo previo hecho por Gaga. Su vestuario a lo largo de todo el vídeo se compone únicamente de un solo atuendo, el cual fue diseñado por Versace. También es notable la ausencia de respaldo de los bailarines, la coreografía elaborada o una trama simbólica: los componentes que han sido predominantes en los otros vídeos musicales de Gaga. Aparte de la cantante, Clarence Clemons es la única otra persona que aparece en el video.
Se inicia cuando Lady Gaga aparece lentamente desde detrás de un edificio en la esquina de una calle desierta en la ciudad de Nueva York, mientras que una capa de humo de color rosa oscurece el fondo de la ciudad. Cuando el primer verso de la canción comienza, la cantante sale de la ventana de un apartamento hacia la escalera de incendios mientras que el humo comienza a extenderse por la ventana hacia fuera del edificio. El video está compuesto mayormente por cortes de imágenes de Gaga cantando y bailando en la calle, en la escalera de incendios y sobre la acera frente al edificio de apartamentos con Clarence Clemons. Cerca del final del vídeo, después del solo de saxofón de Clemons, Gaga se agacha frente a las escaleras del edificio y besa el piso de la acera. El vídeo concluye cuando Gaga vuelve a entrar en la ventana de su apartamento lleno de humo.

## Interpretaciones en directo
La primera vez que Gaga interpretó «The Edge of Glory» fue el 15 de mayo de 2011 en el festival británico Radio 1's Big Weekend, que tuvo lugar en Carlisle; allí, la cantante le dedicó la actuación a su padre y a su fallecido abuelo y cantó también sus éxitos «Bad Romance», «Just Dance», «Alejandro», «Telephone», «Poker Face», «Judas», «Born This Way» y «Yoü and I». Al respecto del evento, la cantante declaró «estoy tan emocionada (...) esté evento es tan importante para mí. Gracias por todo su amor y apoyo». El 21 de mayo de 2011, la cantante cantó parte de «The Edge of Glory», junto con «Born This Way» y «Judas», en el programa de televisión estadounidense Saturday Night Live. Durante la final de la temporada 10 de American Idol, la cual tuvo lugar el 25 de mayo de 2011, Gaga interpretó la canción junto al saxofonista que participó en la canción, Clarence Clemons. Para la actuación, Gaga vistió con un sujetador y unas bragas brillosos, mientras que para la escenografía de la misma, se recreó un acantilado de rocas; la cantante, quien se encontraba en la cima de la misma, utilizó un piano colocado entre la escenografía durante el segundo coro, y luego de ello, durante el puente de la canción, Gaga bailó junto a un bailarín mientras Clemons tocaba el saxofón. La actuación finalizó cuando la cantante y el bailarín saltaron del acantilado hacia el suelo, oculto detrás de varias rocas falsas. 
La presentación atrajo las quejas del Parents Television Council, organización que llamó al programa American Idol como el peor programa de televisión de esa semana debido a la actuación de la cantante. El rendimiento de «The Edge of Glory» fue denominado como «un vivo sexualmente provocativo durante lo que debería haber sido un espectáculo familiar»; de igual manera, la vestimenta de la cantante fue llamada como inadecuada para la franja horaria del programa, así también como el baile y el pecho al descubierto del bailarín. Por otro lado, dicha presentación fue la última que Clemons realizó en la televisión, debido a que, el 18 de junio de 2011, murió luego de padecer complicaciones derivadas de su derrame cerebral.

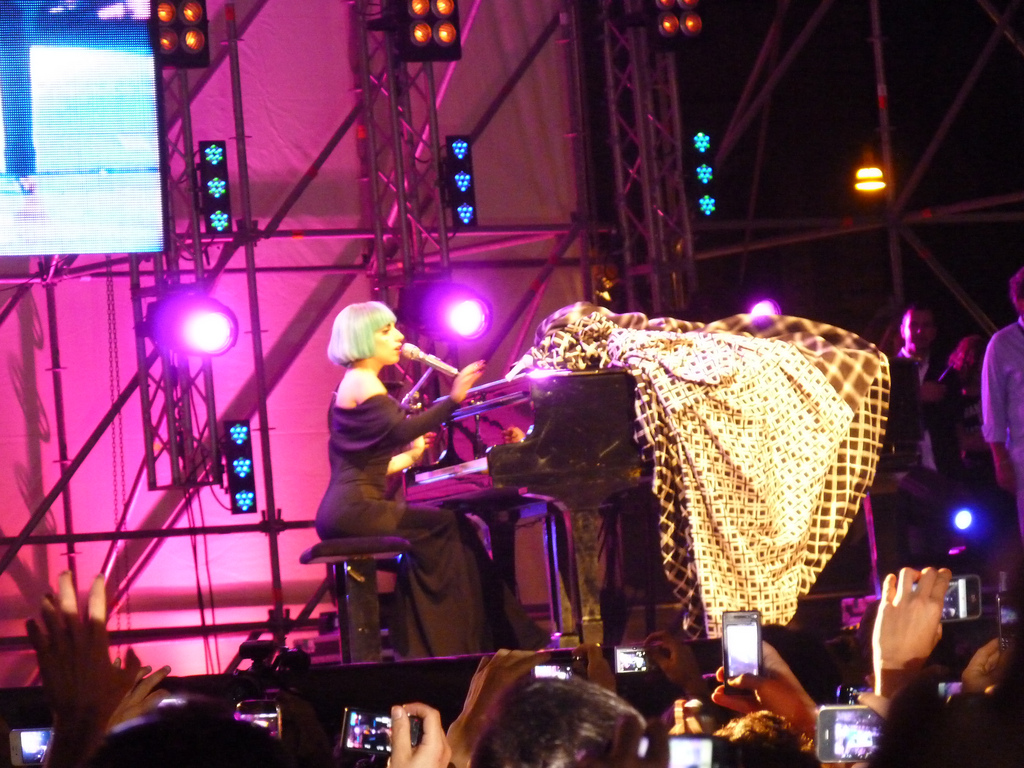
Gaga cantando «The Edge of Glory» en el evento EuroPride 2011.

El 27 de mayo de 2011, durante el Summer Concert Series del programa de televisión Good Morning America, la cantante interpretó «The Edge of Glory» junto con otras canciones del álbum. El 9 de junio de 2011, Gaga interpretó «The Edge of Glory» en la final de Germany's Next Top Model. La cantante, quien utilizó una peluca color verde azulado, cantó pequeños fragmentos de «Scheiße», sentándose luego en el piano a interpretar «Born This Way». Al finalizar la canción, Gaga comenzó a caminar a lo largo de la pasarela donde había colocadas dos guillotinas con las palabras «sexo» y «dinero» respectivamente. La cantante pasó por medio de ellas y luego esquivó una tercera guillotina que decía «vanidad». Al respecto, Ray Rodríguez de ImpreMedia comentó que «Gaga se adueñó del escenario. Gaga siempre nos proporciona material de que hablar. Y su presentación no fue la excepción ya que esta vez pudimos verla bailando a través de una hilera de guillotinas etiquetadas con las palabras "dinero," "sexo" y "vanidad" mientras que bailarines con poca ropa le arrojaban billetes alrededor del escenario», mientras que Charlie Amter de Hollywood Reporter, declaró que «Gaga deslumbró a los aficionados alemanes». Becky Bain de Idolator se mostró indiferente y argumentó que «Ella [Gaga] no sabe que está actuando en un espectáculo con modelos, ¿verdad? Un bajo desempeño». El 11 de junio de 2011, Gaga fue invitada al evento EuroPride 2011, el cual se llevó a cabo en Roma. Allí, la cantante interpretó «Born This Way» y luego «The Edge of Glory», ambas en versión de piano. La cantante realizó un medley entre la canción y «Judas» para actuar el 14 de junio de 2011 en la versión francesa del programa X Factor, el cual tuvo lugar en París. La actuación comenzó con la cantante tocando un keytar mientras cantaba «The Edge of Glory»; luego, a mitad de la misma, se quitó el keytar y comenzó a cantar «Judas». El 15 de junio de 2011, Gaga se presentó en Francia para cantar «The Edge of Glory» en el programa de televisión Le Grand Journal. Durante la presentación, lució una peluca de color verde azulado y llevaba puesto un disfraz de sirena. Al llegar al último coro de la canción, se quitó el disfraz y finalizó el show con una coreografía rodeada de su equipo de bailarines.

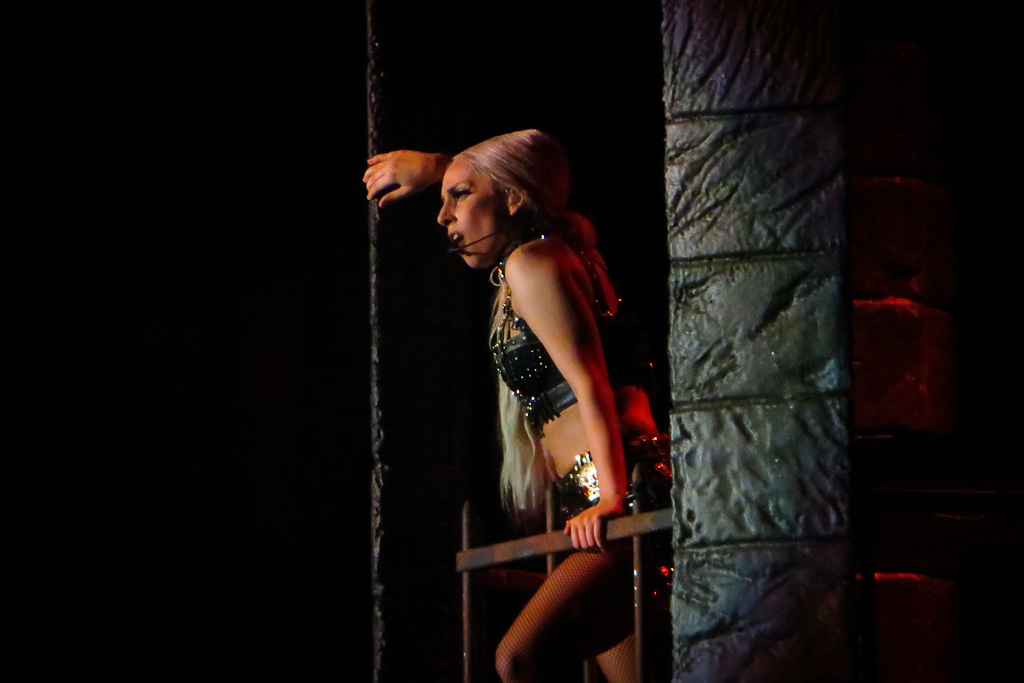
Gaga interpretando «The Edge of Glory» en su gira The Born This Way Ball Tour.

El 17 de junio de 2011 fue transmitido en la televisión británica el programa Paul O'Grady Show, donde la cantante interpretó «The Edge of Glory» junto con «Hair», «Born This Way» y «Judas». El 19 de mayo de 2011, Gaga se presentó en los premios Much Music Video Awards, los cuales se llevaron a cabo en la ciudad de Toronto, en Canadá. Allí, la cantante interpretó la canción junto con «Born This Way». Para la presentación de «The Edge of Glory», Gaga recreó uno de los escenarios principales del video de la canción, las escaleras de incendios. La actuación fue recibida positivamente por parte de los críticos. El editor Mikel Martínez de ImpreMedia comentó que Gaga «realizó el montaje musical más espectacular de la noche bailando sobre el decorado de un edificio y subiéndose al borde de la escalera de incendios. Se jugó el pellejo subiéndose al borde la barra del edificio con sus tacones imposibles (...) desplegó voz y baile a partes iguales, encendiendo el ánimo del público asistente y demostrando su liderazgo en el mundo del pop». El 25 de junio de 2011, Gaga se presentó en los MTV Video Music Aid Japan, los cuales se celebraron en la ciudad de Chiba, Tokio. Allí, la cantante interpretó «The Edge of Glory» y «Born This Way», la cual fue interpretada en versión piano y luego en su versión normal. Durante el show, la cantante escribió en su Twitter: «Celebrating in Tokyo with The Haus. A Lemon Sawa for equality, overcoming + the hope of the future —en español: Celebrando en Tokio con The Haus. Bebiendo un Sawa de limón por la igualdad, superación + la esperanza del futuro—». El 28 de junio de 2011 se transmitió un episodio del programa francés Taratata, en el cual Gaga apareció interpretando la canción junto con «Born This Way» y «Hair». Durante el 3 de julio de 2011 la cantante se presentó en la arena Taichung, en Taiwán, donde cantó «The Edge of Glory» junto con otras canciones del álbum. Por su parte, dicho día en el país fue considerado como el «Lady Gaga Day —en español: Día de Lady Gaga—», debido a que era la primera vez que la cantante visitaba Taiwán. El 11 de julio de 2011 la cantante se presentó en dos clubes nocturnos de Sídney, Australia. Dichos clubes fueron Nevermind y Arq, donde Gaga interpretó «The Edge of Glory» junto con «Born This Way» y «Judas». Luego de la presentación, la cantante declaró a la multitud «sólo quiero decir gracias porque sin Australia no estaría donde estoy hoy». El 28 de julio de 2011, la cantante realizó un concierto para el programa nocturno estadounidense Jimmy Kimmel Live!, donde interpretó «The Edge of Glory» junto a «Yoü and I», «Hair», «Judas» y «Born This Way», todas pertenecientes a Born This Way. Ese mismo día, Gaga actuó en el programa de televisión estadounidense So You Think You Can Dance donde cantó un medley entre «The Edge of Glory» y «Yoü and I». Ambas presentaciones fueron promocionadas previamente por la cantante luego de que escribiera en su cuenta de Twitter «My SYTYCD performance on @ 8/7c on FOX + my @jimmykimmel performance airs at 12/11c on ABC. Both tonight baby. I Hooker for Pop + I luv it!». El 24 de septiembre de 2011, la cantante se presentó en el iHeartRadio Music Festival, donde cantó «The Edge of Glory» junto con canciones de sus álbumes The Fame, The Fame Monster y Born This Way: «Just Dance», «Poker Face», «LoveGame», «Paparazzi», «Bad Romance», «Telephone», «Alejandro», «Born This Way», «Judas», «Yoü and I», «Hair» y «Scheiße». Además de ello, interpretó junto al cantante británico Sting otras dos canciones: «Stand By Me», perteneciente a Ben E. King, y «King of Pain» de The Police. También fue incluida en el repertorio de sus giras artRAVE: The ARTPOP Ball Tour, Joanne World Tour y The Chromatica Ball, así como de su residencia Lady Gaga: Enigma.

## Versiones de otros artistas
El 1 de julio de 2011, el cantante Nick Jonas de la exbanda estadounidense Jonas Brothers realizó una versión acústica de la canción en un evento de apertura de una nueva tienda llamada Microsoft Opening, junto a «See No More» de Joe Jonas. Gaga, al respecto, publicó en su cuenta Twitter: «Nick Jonas singing The Edge of Glory... On my way to press conference in Taichung, listening to it. So dreamy!» —en español: «Nick Jonas cantando The Edge of Glory... Estoy rumbo a una conferencia de prensa en Taichung y lo estoy escuchando ¡Tan maravilloso!»—.

## Formatos yremixes
- Descarga digital

| The Edge of Glory — Single |                     |          |  |
| N.º                        | Título              | Duración |  |
| 1.                         | «The Edge of Glory» | 5:20     |  |

| The Edge of Glory: The Remixes EP |                                                  |          |  |
| N.º                               | Título                                           | Duración |  |
| 1.                                | «The Edge of Glory» (Sultan & Ned Shepard Remix) | 6:34     |  |
| 2.                                | «The Edge of Glory» (Funkagenda Remix)           | 7:53     |  |
| 3.                                | «The Edge of Glory» (Bare Noize Remix)           | 3:48     |  |
| 4.                                | «The Edge of Glory» (Porter Robinson Remix)      | 6:40     |  |
| 5.                                | «The Edge of Glory» (Cahill Club Mix)            | 7:27     |  |
| 6.                                | «The Edge of Glory» (Foster The People Remix)    | 6:10     |  |

- Sencillo en CD

| Sencillo en CD |                                       |          |  |
| N.º            | Título                                | Duración |  |
| 1.             | «The Edge of Glory» (Radio edit)      | 4:20     |  |
| 2.             | «The Edge of Glory» (Cahill Club Mix) | 7:27     |  |

## Posicionamiento en listas

### Semanales
| Alemania          | German Singles Chart      | 3  |
| Australia         | Australian Singles Chart  | 2  |
| Austria           | Austrian Singles Chart    | 3  |
| Bélgica (Flandes) | Ultratop 50 Singles       | 6  |
| Bélgica (Valonia) | Ultratop 40 Singles       | 2  |
| Canadá            | Canadian Hot 100          | 3  |
| Corea del Sur     | South Korean Gaon Chart   | 1  |
| Dinamarca         | Danish Singles Chart      | 8  |
| Escocia           | Scottish Singles Chart    | 2  |
| Eslovaquia        | Radio Top 100 Chart       | 1  |
| España            | Spanish Singles Chart     | 5  |
| Estados Unidos    | Billboard Hot 100         | 3  |
| Estados Unidos    | Pop Songs                 | 3  |
| Estados Unidos    | Digital Songs             | 2  |
| Estados Unidos    | Radio Songs               | 4  |
| Estados Unidos    | Dance/Club Play Songs     | 1  |
| Finlandia         | Finnish Singles Chart     | 14 |
| Francia           | French Singles Chart      | 7  |
| Irlanda           | Irish Singles Chart       | 4  |
| Italia            | Italian Singles Chart     | 2  |
| Japón             | Japan Hot 100             | 8  |
| Noruega           | Norwegian Singles Chart   | 2  |
| Nueva Zelanda     | New Zealand Singles Chart | 3  |
| Países Bajos      | Dutch Top 40              | 9  |
| Reino Unido       | UK Singles Chart          | 6  |
| República Checa   | Radio Top 100 Chart       | 7  |
| Suecia            | Swedish Singles Chart     | 19 |
| Suiza             | Swiss Singles Chart       | 10 |

| Predecesor: «Mr. Taxi» de Girls' Generation              | South Korean Gaon Chart — Sencillo N° 1 29 de mayo de 2011 — 4 de junio de 2011   | Sucesor: «Every Teardrop is a Waterfall» de Coldplay              |
| Predecesor: «Save The World» de Swedish House Mafia      | Dance/Club Play Songs — Sencillo N° 1 13 de agosto de 2011 — 20 de agosto de 2011 | Sucesor: «Dirty Dancer» de Enrique Iglesias y Usher con Lil Wayne |
| Predecesor: «Last Friday Night (T.G.I.F.)» de Katy Perry | Radio Top 100 Chart — Sencillo N° 1 —                                             | Sucesor: «Nebo, Peklo, Raj» de Rolins Dara a Tomi Popocič         |

### Certificaciones
| País           | Organismo certificador | Certificación  | Ventas certificadas | Ref.           |
| -------------- | ---------------------- | -------------- | ------------------- | -------------- |
| Alemania       | BVMI                   | Oro            | 150 000             | [ 125 ]        |
| Australia      | ARIA                   | 5× Platino     | 350 000             | [ 50 ]         |
| Brasil         | ABPD                   | 3× Platino     | 120 000             | [ 126 ]        |
| Dinamarca      | IFPI-Dinamarca         | Oro            | 15 000              | [ 127 ]        |
| Estados Unidos | RIAA                   | 4× Platino     | 4 000               | [ 128 ]        |
| Italia         | FIMI                   | Platino        | 30 000              | [ 129 ]        |
| Japón          | RIAJ                   | Oro (digital)  | 100 000             | [ 130 ]        |
| Japón          | RIAJ                   | Oro (ringtone) | 100 000             | [ 130 ]        |
| Noruega        | IFPI — Noruega         | Oro            | 30 000              | [ 131 ]        |
| Nueva Zelanda  | RIANZ                  | Oro            | 7500                | [ 52 ]         |
| Reino Unido    | BPI                    | Platino        | 1 100 000           | [ 44 ] [ 132 ] |
| Suecia         | GLF                    | Platino        | 40 000              | [ 133 ]        |
| Suiza          | IFPI-Suiza             | Oro            | 15 000              | [ 134 ]        |

## Premios y nominaciones
El sencillo «The Edge of Glory» fue nominado en distintas ceremonias de premiación. A continuación, una lista con algunas de las candidaturas que obtuvo el sencillo:
| Año  | Ceremonia de premiación      | Premio                   | Resultado | Ref.    |
| ---- | ---------------------------- | ------------------------ | --------- | ------- |
| 2011 | People's Choice Awards       | Canción del año favorita | Nominado  | [ 135 ] |
| 2011 | 4 Music Video Honours Awards | Mejor vídeo              | Nominado  | [ 136 ] |

## Historial de lanzamientos
| País           | Fecha               | Formato                           | Ref.            |
| -------------- | ------------------- | --------------------------------- | --------------- |
| Alemania       | 9 de mayo de 2011   | Descarga digital                  | [ 137 ]         |
| Australia      | 9 de mayo de 2011   | Descarga digital                  | [ 138 ]         |
| Bélgica        | 9 de mayo de 2011   | Descarga digital                  | [ 139 ]         |
| Canadá         | 9 de mayo de 2011   | Descarga digital                  | [ 140 ]         |
| Dinamarca      | 9 de mayo de 2011   | Descarga digital                  | [ 141 ]         |
| España         | 9 de mayo de 2011   | Descarga digital                  | [ 142 ]         |
| Estados Unidos | 9 de mayo de 2011   | Descarga digital                  | [ 143 ]         |
| Finlandia      | 9 de mayo de 2011   | Descarga digital                  | [ 144 ]         |
| Francia        | 9 de mayo de 2011   | Descarga digital                  | [ 145 ]         |
| Irlanda        | 9 de mayo de 2011   | Descarga digital                  | [ 146 ]         |
| Italia         | 9 de mayo de 2011   | Descarga digital                  | [ 147 ]         |
| México         | 9 de mayo de 2011   | Descarga digital                  | [ 148 ]         |
| Noruega        | 9 de mayo de 2011   | Descarga digital                  | [ 149 ]         |
| Nueva Zelanda  | 9 de mayo de 2011   | Descarga digital                  | [ 150 ]         |
| Países Bajos   | 9 de mayo de 2011   | Descarga digital                  | [ 151 ]         |
| Portugal       | 9 de mayo de 2011   | Descarga digital                  | [ 152 ]         |
| Reino Unido    | 9 de mayo de 2011   | Descarga digital                  | [ 153 ]         |
| Suecia         | 9 de mayo de 2011   | Descarga digital                  | [ 154 ]         |
| Suiza          | 9 de mayo de 2011   | Descarga digital                  | [ 155 ]         |
| Corea del Sur  | 10 de mayo de 2011  | Descarga digital                  | [ 156 ]         |
| Italia         | 13 de mayo de 2011  | Radio                             | [ 157 ]         |
| Estados Unidos | 17 de mayo de 2011  | Radio                             | [ 18 ]          |
| Alemania       | 8 de julio de 2011  | Sencillo en CD                    | [ 158 ]         |
| Alemania       | 12 de julio de 2011 | The Remixes EP — Descarga digital | [ 159 ]         |
| Australia      | 12 de julio de 2011 | The Remixes EP — Descarga digital | [ 160 ]         |
| Bélgica        | 12 de julio de 2011 | The Remixes EP — Descarga digital | [ 161 ]         |
| Canadá         | 12 de julio de 2011 | The Remixes EP — Descarga digital | [ 162 ]         |
| Dinamarca      | 12 de julio de 2011 | The Remixes EP — Descarga digital | [ 163 ]         |
| España         | 12 de julio de 2011 | The Remixes EP — Descarga digital | [ 164 ]         |
| Estados Unidos | 12 de julio de 2011 | The Remixes EP — Descarga digital | [ 165 ]         |
| Finlandia      | 12 de julio de 2011 | The Remixes EP — Descarga digital | [ 166 ]         |
| Francia        | 12 de julio de 2011 | The Remixes EP — Descarga digital | [ 167 ]         |
| Irlanda        | 12 de julio de 2011 | The Remixes EP — Descarga digital | [ 168 ]         |
| Italia         | 12 de julio de 2011 | The Remixes EP — Descarga digital | [ 169 ]         |
| México         | 12 de julio de 2011 | The Remixes EP — Descarga digital | [ 170 ]         |
| Japón          | 12 de julio de 2011 | The Remixes EP — Descarga digital | [ 171 ]         |
| Nueva Zelanda  | 12 de julio de 2011 | The Remixes EP — Descarga digital | [ 172 ]         |
| Países Bajos   | 12 de julio de 2011 | The Remixes EP — Descarga digital | [ 173 ]         |
| Portugal       | 12 de julio de 2011 | The Remixes EP — Descarga digital | [ 174 ]         |
| Reino Unido    | 12 de julio de 2011 | The Remixes EP — Descarga digital | [ 175 ]         |
| Suecia         | 12 de julio de 2011 | The Remixes EP — Descarga digital | [ 176 ]         |
| Suiza          | 12 de julio de 2011 | The Remixes EP — Descarga digital | [ 177 ]         |
| Italia         | 12 de julio de 2011 | Sencillo en CD                    | [ 178 ] [ 179 ] |
| Canadá         | 19 de julio de 2011 | Sencillo en CD                    | [ 180 ]         |
| Estados Unidos | 19 de julio de 2011 | Sencillo en CD                    | .               |
| Francia        | 19 de julio de 2011 | Sencillo en CD                    | [ 181 ]         |
| Japón          | 19 de julio de 2011 | Sencillo en CD                    | [ 182 ]         |
| Reino Unido    | 19 de julio de 2011 | Sencillo en CD                    | [ 183 ]         |
| Polonia        | 22 de julio de 2011 | Sencillo en CD                    | [ 184 ]         |
| Taiwán         | 22 de julio de 2011 | Sencillo en CD                    | [ 185 ]         |

## Créditos
- Lady Gaga – voz principal, compositora, productora, teclado y vocales de fondo
- Fernando Garibay – compositor, productor, programador y teclado
- DJ White Shadow – compositor y programación adicional de batería
- Kareem Devlin – guitarra
- Clarence Clemons – saxofón
- Dave Russell – grabación y mezcla de audio
- George Tandero – asistente de grabación
- Ken Knapstad – asistente de grabación
- Bill Malina – ingeniero adicional
- Kenta Yonesaka – asistente de mezcla
- Kevin Porter – asistente de mezcla
- Al Carlson – asistente de mezcla
- Gene Grimaldi – masterización

Fuente: Discogs.